# 江佑真
本本（英文名：Alva，1996年12月7日—），本名江佑真，早期暱稱千本，網友曾惡搞暱稱張俊本，台灣YouTuber，被封為「蘿莉系女神」，前在不瘋狂就等死（厭世克本）一員（於2018年10月5日約滿離團）、及前中二少女成員。离开在不疯狂就等死后，獨自經營Youtube頻道；其粉絲被稱之「本守」。本本以清純可愛的形象及自然不做作的個性爆紅，其頻道影片的主題多元，包含日常、娛樂、感情、實測、恥力、開箱等，也有戲劇性的系列單元《誰在哪裡幹什麼》以及《酒精流氓》。曾為反骨男孩成員。

## 經歷
早期（2017年前）因家境需要，曾做過酒店、夜店公關及外拍等工作。
2015年於YouTuber「黑男」陳彥伯的影片《黑男搭訕實測-超萌正妹美蘇路搭訕法》曝光於網路，先後亦參加許多綜藝性質節目，迅速累積人氣。
2017年曾參加TPE48徵選，後加入在不瘋狂就等死，後與新加入的團員「駱克」阮奕嘉組成旗下頻道厭世克本（在解約後頻道被在不瘋狂回收），兩人因絕佳的默契吸引了更多的人氣。
2018年10月5日，本本在Instagram限時動態證實，已正式與在不瘋狂就等死解約（約滿），將另創新頻道「本本」繼續創作。隨後駱克亦與在不瘋狂就等死解約，另創頻道「Mr.Lock洛克先生」，改名洛克。雖然兩人各自組成新頻道，但兩人在各自的影片中仍持續互相合作。本本与洛克一直以来互动亲密。洛克曾表示，双方“超過朋友”、“像情侶”，对未来顺其自然。2020年1月，在不瘋狂就等死執行長「2老闆」李國澐（Ares Lee）指出，本本与洛克在“在不瘋狂”时就已经在交往了。
2020年3月，本本与洛克一起上三立都會台《综艺大热门》，两人在节目中跳甜蜜舞蹈，最后本本被要求用喝水或泼水表示两人是否有可能交往；本本毫不犹豫地喝水，并说「不排斥、不排除」。
本本的頻道自上架第一部影片（2018年12月7日）起，訂閱數僅短短12天就破10萬訂閱，為2019上半年成長最快的女Youtuber。喜歡鳥類和小動物，在Instagram的限時動態上常幫他人分享寵物走失或認養的消息。現飼有1隻八哥(克本)、2隻鸚鵡(KANO、香菜)，及4隻貓(狗狗、porsche、捲捲、四粒),1隻狐獴(阿金)。先前飼有一隻鴨子小棉花，本本的簽名即以小棉花作為靈感；小棉花於2019年2月突然離逝，身為主人的本本感到非常難過。
根據Noxinfluencer上的數據分析結果，其頻道在台灣Top250 YouTube排行榜排名140，平均觀看最高的台灣Top100 YouTube網紅排行榜排名22。粉絲數、總觀看量都呈正成長。(取自2019/8/3)
2020年年底这段时间，本本的影片中不再经常出现老搭档洛克，双方在Youtube、Instagram互动减少。渐渐，本本约三个月没发布新影片。2021年3月，本本与反骨男孩签约，恢复正常发片；同时被发现本本与洛克在Instagram互相取消关注。同一时间，洛克被《鏡週刊》拍到与一名女子互动亲密。2022年6月，本本终于承认曾经与洛克交往。

## 演出作品

##### 廣告代言
- 2018 Google Play 永遠的七日之都[15]
- 2019年1月5日 夢時代購物中心 華為x傳說對決
- 2019年3月21日 元氣封神
- 2019年5月5日 傳說對決五五好團節
- 2019年8月17日 夢時代購物中心 完美世界M
- 2019年8月18日 公益玩具拍賣會
- 2019年12月7日 資訊月微星科技攤位舞台活動來賓
- 2020年2月20日 《新笑傲江湖M》飾演岳靈珊
- 2022年1月25日 《寶島娛樂城》小老虎篇[16]

##### 音樂錄影帶
- 2020年7月21日 黃明志【五百】
- 2020年10月8日 本本【姊妹你說】

## 外部連結
- YouTube上的本本頻道
- 江佑真的Facebook專頁
- 江佑真的Instagram帳戶
- 江佑真的X（前Twitter）
- 江佑真的Twitch频道